# Pietro Platania

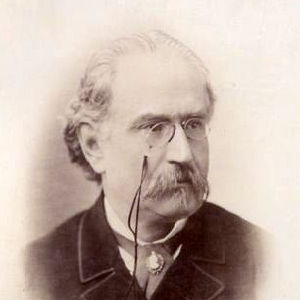
Pietro Platania

Pietro Platania (* 5. April 1828 in Catania; † 26. April 1907 in Neapel) war ein italienischer Komponist und Musikpädagoge.

## Leben
Er studierte Musik in Catania und am Konservatorium Palermo, wo er zum Lieblingsschüler des Kontrapunktisten Pietro Raimondi wurde. Platanias Oper Matilde Bentivoglio wurde 1852 in Palermo ein großer Erfolg. Im selben Jahr trat Raimondi als Direktor und Kontrapunktlehrer am Konservatorium zurück und schlug Platania als seinen Nachfolger vor. Wegen bürokratischer Rivalitäten konnte Platania die Stelle jedoch damals nicht antreten. Erst 1863,  unter der neuen Regierung, erhielt er sie durch einen Wettbewerb. 
1882 wurde er Maestro di cappella am Mailänder Dom und war von 1885 bis 1902 Direktor des Konservatoriums Neapel. Er wurde als der größte italienische Kontrapunktist seiner Zeit angesehen und von Rossini und Verdi bewundert. Letzterer bat ihn um einen Beitrag für die geplante Totenmesse für Rossini. 
In seinen kirchenmusikalischen Werken verfolgt Platania manchmal eine Tendenz zum Kolossalen, wie in seiner Vertonung von Psalm 67 Exurgat Deus für sechs vierstimmige Chöre und Orchester. Er schrieb auch weiterhin Opern, darunter Spartaco (1891) sowie Instrumentalwerke, beispielsweise 1878 eine Choralsymphonie für die Krönungszeremonie von König Umberto I.